# Unihoc Floorball Ligaen 2017-18
Floorballligaen 2017-18 (Unihoc Floorball Ligaen af sponsorårsager) var den 26. sæson af bedste herreliga i Danmark i floorball, og den blev administreret af Floorball Danmark. Der var 10 hold i ligaen, og de otte bedste hold kvalificerede sig til DM kvartfinalerne. Til denne sæson rykkede Århus Floorball Klub op. Benløse Floorball er forsvarende mestre.

## Deltagere
| Klub                        | By            | Spillested                             | Kapacitet | 2016-17 placering | Første sæson i bedste række | Seneste oprykning |
| --------------------------- | ------------- | -------------------------------------- | --------- | ----------------- | --------------------------- | ----------------- |
| Benløse Floorball           | Benløse       | Dansk Kabel TV Arena                   | 1.600     | 1                 | 2001-02                     | 2010-11           |
| BFC Vendsyssel              | Brønderslev   | Brønderslev Hallerne                   |           | 3                 | 1991-92                     | -                 |
| Copenhagen FC               | Valby         | Gammel Valby Hal                       |           | 5                 | 2010-11                     | 2010-11           |
| Frederikshavn Blackhawks    | Frederikshavn | Arena Nord                             | 2.800     | 7                 | 2012-13                     | -                 |
| Helsingør Floorball Team    | Helsingør     | Helsingør Idrætspark Stadion og Haller |           | 9                 | 1991-92                     | 2016-17           |
| Hvidovre Attack FC          | Hvidovre      | Avedøre Idrætscenter                   |           | 8                 | 1998-99                     | 2014-15           |
| Rødovre Floorball Club      | Rødovre       | Rødovre Sportshal                      |           | 2                 | 1991-92                     | -                 |
| Skanderborg Real Killerbees | Skanderborg   | Morten Børup Hallen                    |           | 6                 | 2016-17                     | 2016-17           |
| Sunds Seahawks FC           | Sunds         | Sunds Hallen                           |           | 4                 | 1998-99                     | 2011-12           |
| Århus Floorball Klub        | Tilst         | TST Aktiv-Center                       |           | oprykkere         | 1997-98                     | 2017-18           |

## Trænere
| Klub                        | Træner                           | Spillende træner | Nationalitet | Sidste sæson  |
| --------------------------- | -------------------------------- | ---------------- | ------------ | ------------- |
| Benløse Floorball           | Jens Hagbarth                    | Nej              | Dansk        | Benløse       |
| Brønderslev Hot Shots FC    | Jarkko Rinne                     | Nej              | Finsk        | Brønderslev   |
| Copenhagen FC               | Tony Taijala                     | Nej              | Svensk       | Copenhagen    |
| Frederikshavn Blackhawks    | Søren Frederiksen                | Nej              | Dansk        | Frederikshavn |
| Helsingør Floorball Team    | Jesper Frank                     | Nej              | Dansk        | Helsingør     |
| Hvidovre Attack FC          | Søren Jönsson                    | Nej              | Dansk        | Debut         |
| Rødovre Floorball Club      | Claus Nisbeth                    | ja               | Dansk        | Copenhagen    |
| Skanderborg Real Killerbees | Mathias Nordmann & Brian Nielsen | ja               | Dansk        | Spillere      |
| Sunds Seahawks              | Thomas Jørgensen                 | Nej              | Dansk        | Pause         |
| Århus FK                    | Lars Skytte                      | Nej              | Dansk        | Århus FK      |

## Grundspil
| Pos | Hold                        | K  | V  | OTV | OTT | T  | MF  | MM  | M+/- | P  | Kvalifikation                               |  | BEN      | FRH      | RØD      | SUN      | CPH      | SKA      | HVI  | BFC      | ÅFK  | HEL  |
| --- | --------------------------- | -- | -- | --- | --- | -- | --- | --- | ---- | -- | ------------------------------------------- |  | -------- | -------- | -------- | -------- | -------- | -------- | ---- | -------- | ---- | ---- |
| 1   | Benløse Floorball           | 18 | 15 | 1   | 2   | 0  | 190 | 57  | +133 | 49 | Slutspil                                    |  | —        | 7-6 (sv) | 8-4      | 6-1      | 9-4      | 18-1     | 10-4 | 15-2     | 16-2 | 15-2 |
| 2   | Frederikshavn Blackhawks    | 18 | 14 | 1   | 1   | 2  | 222 | 63  | +159 | 45 | Slutspil                                    |  | 8-7sv    | —        | 19-1     | 5-3      | 9-4      | 13-1     | 11-0 | 18-2     | 19-6 | 15-1 |
| 3   | Rødovre Floorball Club      | 18 | 13 | 1   | 1   | 3  | 112 | 80  | +32  | 42 | Slutspil                                    |  | 3-7      | 6-4      | —        | 7-4      | 4-5 (sv) | 8-1      | 9-3  | 12-1     | 8-4  | 12-3 |
| 4   | Sunds Seahawks              | 18 | 11 | 1   | 1   | 5  | 123 | 62  | +61  | 36 | Slutspil                                    |  | 6-5 (sv) | 8-4      | 3-4      | —        | 6-1      | 2-5      | 9-1  | 15-3     | 9-2  | 9-0  |
| 5   | SFC Copenhagen              | 18 | 8  | 2   | 0   | 8  | 92  | 99  | −7   | 28 | Slutspil                                    |  | 2-8      | 3-12     | 1-6      | 3-7      | —        | 11-4     | 6-5  | 12-3     | 6-4  | 5-2  |
| 6   | Skanderborg Real Killerbees | 18 | 6  | 1   | 2   | 9  | 92  | 118 | −26  | 22 | Slutspil                                    |  | 3-5      | 3-14     | 5-6      | 1-4      | 5-6 (sv) | —        | 3-5  | 8-0      | 12-2 | 12-5 |
| 7   | Hvidovre Attack FC          | 18 | 4  | 2   | 1   | 11 | 72  | 123 | −51  | 17 | Slutspil                                    |  | 3-5      | 5-26     | 3-5      | 6-5 (sv) | 3-5      | 4-5 (sv) | —    | 6-5 (sv) | 5-3  | 5-2  |
| 8   | BFC Vendsyssel              | 18 | 3  | 1   | 3   | 11 | 76  | 170 | −94  | 14 | Slutspil                                    |  | 2-20     | 1-8      | 5-6 (sv) | 4-9      | 6-9      | 7-6      | 5-2  | —        | 11-9 | 9-4  |
| 9   | Århus Floorball Klub        | 18 | 3  | 1   | 0   | 14 | 68  | 169 | −101 | 11 | Kvalifikationskampe til 2018-19/1. division |  | 2-15     | 2-15     | 1-7      | 3-17     | 5-4      | 3-11     | 6-4  | 5-4      | —    | 3-5  |
| 10  | Helsingør Floorball Team    | 18 | 2  | 0   | 0   | 16 | 49  | 155 | −106 | 6  | Kvalifikationskampe til 2018-19/1. division |  | 1-14     | 3-16     | 3-4      | 2-6      | 1-5      | 5-6      | 3-8  | 6-5      | 1-6  | —    |

### Topscorere
Oversigten er opdateret til og med 25. marts 2018
| #   | Spiller                  | Klub                     | Mål | Ass | Pts |
| --- | ------------------------ | ------------------------ | --- | --- | --- |
| 1.  | Nicklas Juul             | Frederikshavn Blackhawks | 24  | 52  | 76  |
| 2.  | Mathias Toftegaard Glass | Benløse Floorball        | 42  | 30  | 72  |
| 3.  | Mikkel Skov              | Sunds Seahawks           | 40  | 21  | 61  |
| 4.  | Andreas Glad             | Frederikshavn Blackhawks | 40  | 16  | 56  |
| 4.  | Jesper Roland            | Benløse Floorball        | 18  | 38  | 56  |
| 6.  | Kenneth Danielsen        | Copenhagen FC            | 23  | 21  | 44  |
| 7.  | Peter Pfneiszli          | Benløse Floorball        | 20  | 20  | 40  |
| 8.  | Nicolai Flyvholm         | Frederikshavn Blackhawks | 22  | 17  | 39  |
| 9.  | Rasmus Madsen            | Hvidovre Attack FC       | 15  | 21  | 36  |
| 10. | Mathias de Fries         | Benløse Floorball        | 16  | 19  | 35  |

### Månedens spiller
| Måned     | Spiller              | klub                     |
| --------- | -------------------- | ------------------------ |
| September | Daniel Mørup Nygaard | Benløse Floorball        |
| Oktober   | Kenneth Danielsen    | Copenhagen FC            |
| November  | Mathias Glass        | Benløse Floorball        |
| December  | Daniel Mørup Nygaard | Benløse Floorball        |
| Januar    | Mikkel Skov          | Sunds Seahawks           |
| Februar   | Niklas Juul          | Frederikshavn Blackhawks |
| Marts     | Mikkel Skov          | Sunds Seahawks           |

Kilde: Floorballnyt

### Månedens kæde
| Måned     | Keeper                                       | Backs                                                                              | Forward |
| --------- | -------------------------------------------- | ---------------------------------------------------------------------------------- | --- |
| September | Rasmus Engehrdt Frie, Copenhagen FC          | Daniel Nygaard, Benløse Floorball Oscar Eklund, Rødovre Floorball Club             | Mikkel Skov, Sunds Seahawks Kenneth Danielsen, Copenhagen FC Claus Nisbeth, Rødovre Floorball Club               |
| Oktober   | David de Fries, Benløse Floorball            | Daniel Nygaard, Benløse Floorball Frederik Kobberup, Rødovre Floorball Club        | Kenneth Danielsen, Copenhagen FC Claus Nisbeth, Rødovre Floorball Club Mikkel Skov, Sunds Seahawks               |
| November  | David de Fries, Benløse Floorball            | Daniel Nygaard, Benløse Floorball Frederik Kobberup, Rødovre Floorball Club        | Kenneth Danielsen, Copenhagen FC Mathias Glass, Benløse Floorball Mikkel Skov, Sunds Seahawks                    |
| December  | Emil Brixager, Benløse Floorball             | Daniel Nygaard, Benløse Floorball Mark Bek, Benløse Floorball                      | Mikkel Skov, Sunds Seahawks Mathias Glass, Benløse Floorball Jesper Roland, Benløse Floorball                    |
| Januar    | Kasper Eriksen, Hvidovre Attack FC           | Daniel Mørup Nygaard, Benløse Floorball Jesper Schmidt, Frederikshavn Blackhawks   | Mikkel Skov, Sunds Seahawks Mathias Glass, Benløse Floorball Mathias Christoffersen, Skanderborg Real Killerbees |
| Februar   | Jimmy Graversen, Skanderborg Real Killerbees | Daniel Mørup Nygaard, Benløse Floorball Mathias de Fries, Benløse Floorball        | Niklas Juul, Frederikshavn Blackhawks Mathias Glass, Benløse Floorball Stefan Hedorf, Benløse Floorball          |
| Marts     | David de Fries, Benløse Floorball            | Daniel Mørup Nygaard, Benløse Floorball Rasmus Bengtsson, Frederikshavn Blackhawks | Mikkel Skov, Sunds Seahawks Mathias Glass, Benløse Floorball Andreas Glad, Frederikshavn Blackhawks              |

Kilde: Floorballnyt

## Slutspil
|  | Kvartfinale | Kvartfinale                 | Kvartfinale            | Kvartfinale              | Kvartfinale | Kvartfinale | Kvartfinale            |                          |                   | Semifinale | Semifinale | Semifinale | Semifinale | Semifinale | Semifinale        | Semifinale |        |        | Finale | Finale                 | Finale | Finale | Finale | Finale | Finale |
|  |             |                             |                        |                          |             |             |                        |                          |                   |            |            |            |            |            |                   |            |        |        |        |                        |        |        |        |        |        |
|  | 1           | Benløse Floorball           | 16                     | 10                       | 14          |             |                        |                          |                   |            |            |            |            |            |                   |            |        |        |        |                        |        |        |        |        |        |
|  | 8           | BFC Vendsyssel              | 6                      | 0                        | 5           |             |                        |                          |                   |            |            |            |            |            |                   |            |        |        |        |                        |        |        |        |        |        |
|  | 8           | BFC Vendsyssel              | 6                      | 0                        | 5           |             | 1                      | Benløse Floorball        | 3                 | 8          | 4          | 3          | 9          |            |                   |            |        |        |        |                        |        |        |        |        |        |
|  |             |                             |                        |                          |             |             |                        | Benløse Floorball        | 3                 | 8          | 4          | 3          | 9          |            |                   |            |        |        |        |                        |        |        |        |        |        |
|  |             | 4                           | Sunds Seahawks FC      | 1                        | 7           | 6           | 4(str)                 | 7                        |                   |            |            |            |            |            |                   |            |        |        |        |                        |        |        |        |        |        |
|  | 4           | 4                           | Sunds Seahawks FC      | 1                        | 7           | 6           | 4(str)                 | 7                        | Sunds Seahawks FC | 5          | 12         | 9          |            |            |                   |            |        |        |        |                        |        |        |        |        |        |
|  | 4           |                             |                        |                          |             |             |                        |                          | Sunds Seahawks FC | 5          | 12         | 9          |            |            |                   |            |        |        |        |                        |        |        |        |        |        |
|  | 6           | Skanderborg Real Killerbees | 4                      | 4                        | 3           |             |                        |                          |                   |            |            |            |            |            |                   |            |        |        |        |                        |        |        |        |        |        |
|  |             |                             |                        |                          |             |             |                        |                          |                   |            |            |            |            |            |                   |            |        |        | 1      | Benløse Floorball      | 3      |        |        |        |        |
|  |             |                             | 2                      | Frederikshavn Blackhawks | 6           |             |                        |                          |                   |            |            |            |            |            |                   |            |        |        |        |                        |        |        |        |        |        |
|  | 2           | Frederikshavn Blackhawks    | 13                     | 13                       | 16          |             |                        |                          |                   |            |            |            |            |            |                   |            |        |        |        |                        |        |        |        |        |        |
|  | 7           | Hvidovre Attack FC          | 3                      | 3                        | 5           |             |                        |                          |                   |            |            |            |            |            |                   |            |        |        |        |                        |        |        |        |        |        |
|  | 7           | Hvidovre Attack FC          | 3                      | 3                        | 5           |             | 2                      | Frederikshavn Blackhawks | 7                 | 7          | 9          |            |            |            |                   | Bronze     | Bronze | Bronze | Bronze |                        |        |        |        |        |        |
|  |             |                             |                        |                          |             |             |                        | Frederikshavn Blackhawks | 7                 | 7          | 9          |            |            |            |                   | Bronze     | Bronze | Bronze | Bronze |                        |        |        |        |        |        |
|  |             | 3                           | Rødovre Floorball Club | 3                        | 5           | 4           |                        |                          |                   |            |            |            |            |            |                   |            |        |        |        |                        |        |        |        |        |        |
|  | 4           | 3                           | Rødovre Floorball Club | 3                        | 5           | 4           | Rødovre Floorball Club | 3(sv)                    | 6                 | 5          |            |            |            | 4          | Sunds Seahawks FC | 3          |        |        |        |                        |        |        |        |        |        |
|  | 4           |                             |                        |                          |             |             | Rødovre Floorball Club | 3(sv)                    | 6                 | 5          |            |            |            | 4          | Sunds Seahawks FC | 3          |        |        |        |                        |        |        |        |        |        |
|  | 5           | Copenhagen FC               | 2                      | 1                        | 3           |             |                        |                          |                   |            |            |            |            |            |                   |            |        |        | 3      | Rødovre Floorball Club | 4      |        |        |        |        |

### Topscorer
| #   | spiller                  | klub                     | mål | ass | pts |
| 1.  | Mathias Toftegaard Glass | Benløse Floorball        | 23  | 13  | 36  |
| 2.  | Andreas Glad             | Frederikshavn Blackhawks | 17  | 10  | 27  |
| 3.  | Nicklas Juul             | Frederikshavn Blackhawks | 13  | 10  | 23  |
| 4.  | Mikkel Skov              | Sunds Seahawks           | 13  | 9   | 22  |
| 5.  | Jesper Roland            | Benløse Floorball        | 8   | 11  | 19  |
| 6.  | Stefan Hedorf            | Benløse Floorball        | 8   | 9   | 17  |
| 6.  | Søren Holm               | Sunds Seahawks           | 6   | 11  | 17  |
| 8.  | Simon Lauridsen          | Sunds Seahawks           | 9   | 7   | 16  |
| 9.  | Kristoffer Handgaard     | Sunds Seahawks           | 12  | 2   | 14  |
| 10. | Nicolai Flyvholm         | Frederikshavn Blackhawks | 6   | 7   | 13  |

## Kvalifikationskampe
Nr. 9 og nr. 10 fra Floorballligaen møder de to bedste hold fra 1. division.
| Hold 1         | Samlet            | Hold 2                     | 1. kamp | 2. kamp |
| -------------- | ----------------- | -------------------------- | ------- | ------- |
| Århus (9)      | Ingen modstander  | 1. division vest, 1. plads | -       | -       |
| Helsingør (10) | Vanløse Floorball | 1. division øst, 1. plads  | -       | -       |

## Årets hold
Kåres i slutningen af sæson af læserne af floorballnyt
| Keeper                                | Backs                                          | Forwards                               |
| ------------------------------------- | ---------------------------------------------- | -------------------------------------- |
| Anders Kjær, Frederikshavn Blackhawks | Marko Krogsgaard, Rødovre Floorball Club       | Mikkel Skov, Sunds Seahawks            |
|                                       | Daniel Mørup Nygaard, Frederikshavn Blackhawks | Mathias Glass, Benløse Floorball       |
|                                       | Jesper Schmidt, Frederikshavn Blackhawks       | Andreas Glad, Frederikshavn Blackhawks |
|                                       | Mathias de Fries, Benløse Floorball            | Niklas Juul Frederikshavn Blackhawks   |
|                                       |                                                | Jesper Roland, Benløse Floorball       |
|                                       |                                                | Stefan Hedorf, Benløse Floorball       |

### Årets spiller
Mikkel Skov, Sunds Seahawks

### Årets Talent

#### U19
Emil Brixager, Benløse Floorball

#### U17
Mathias Glass, Benløse Floorball